# Jekelfalussy Vince
Jekelfalusi és margitfalvai Jekelfalussy Vince (Múcsony, 1802. május 2. – Róma, 1874. május 15.) bölcseleti doktor, szepeshelyi majd székesfehérvári püspök, a római pápa trónállója és házi praelátusa, római gróf, a püspöki és szerzetesrendi ügyek római szent gyülekezetének tanácsosa, császári és királyi tanácsos.

## Élete
A jogot Kassán és Pesten tanulta; 1823. szeptember 16-án növendékpapnak fölvétetvén, a teológiát Nagyszombatban hallgatta. Fölszenteltetett 1827. augusztus 21-én. Káplán volt Vásárúton és Érsekújvárott, 1823 áprilisában Esztergomban. 

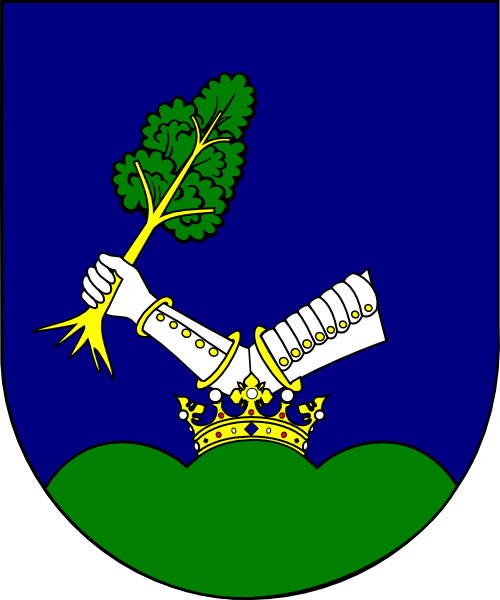
Jekelfalussy Vince családi címere

1830 szeptemberében Rudnay érsek udvari káplánja, 1831-ben füzesgyarmati, 1833. február 13-án párkányi, 1835. július 9-én rimóci plébános és 1841-ben alesperes lett. 1842. június 13-án pozsonyi, 1844. május 12-én esztergomi kanonokká, 1846 júniusában almisi címzetes püspökké és királyi helytartósági tanácsossá nevezték ki. 1848. június 25-én szepesi megyés püspök lett, azonban 1848 végén a forradalomban való részvétele miatt Kassán letartóztatták, nem engedték püspökké szentelni. 
1849-ben szepeshelyi püspöki székéről lemondott, ezután megjárta a kassai börtönt majd Ausztriában volt száműzetésben. Hazatérése után 1856. október 20-án pozsonyi prépost lett, 1866. szeptember 14-én pozsonyi nagyprépost, majd november 19-én székesfehérvári megyés püspök. IX. Piusz pápa nevezte ki 1867. február 22-én, május 5-én Győrött szentelték püspökké. Egyházmegyéjében minden plébánián bérmált. 1869-ben országgyűlési tárgyalásokon vett részt, majd 1870-ben a püspökök és szerzetesek kongresszusának konzultora volt.
1869. november 21-től 1871. március 31-éig részt vett az I. Vatikáni Zsinaton. A csalhatatlanság dogmája miatt a kormánnyal nézeteltérése volt. Ismét visszatért Rómába, és ott halt meg 1874. május 15-én; a székesfehérvári székesegyházban helyezték örök nyugalomra.

## Munkái
- Egyházi beszéd, melyet ... Honth vármegyének háladatos ünnepén, midőn az, a kebelében dühöngő mirigy halál megszüntének emlékére, fogadmányossan megállapíttatott és szent Iván havának 27-kére rendeltetett évenkénti ajtatatosságát, e f. 1834. esztendőben búzgóan ismételné, Ipolyságh városának templomában mondott... Közli maga a T. N. Honthi megye. Esztergom
- Szent beszéd a polgári házasságról. Székesfehérvár, 1873